# Mètrica de Kerr
La mètrica de Kerr (o buit de Kerr) és una solució exacta de les equacions de camp d'Einstein que descriu la geometria de l'espaitemps al voltant d'un objecte massiu en rotació i sense càrrega (com, per exemple, un forat negre en rotació). Aquesta solució fou obtinguda el 1963 pel matemàtic neozelandès Roy Kerr.
Els forats negres reals que es troben en la naturalesa han de ser rotatoris, ja que, per conservació del moment angular, giraran tal com ho feia l'estrella progenitora. Se sap que les estrelles, en morir, perden gran part del moment angular sent aquest expulsat juntament amb la matèria ejectada per l'explosió de supernova, en la qual es forma el forat negre. Però a pesar d'aquesta pèrdua de moment una part d'aquest roman. Aquesta és una de les motivacions darrere de l'estudi de la mètrica de Kerr, més real que la mètrica de Schwarzschild, que considera masses sense rotació.
La mètrica de Kerr considera una massa puntual de massa M amb un determinat moment angular J i la resta de l'espai buit. Dos anys després, el 1965, Ezra Newman trobà la solució per al cas en què la massa en rotació estigués carregada elèctricament, solució que s'anomena mètrica de Kerr-Newman. La forma matemàtica de la solució de Kerr és, en les anomenades coordenades de Boyer-Lindquist i amb c = G = 1:
{\displaystyle ds^{2}=-\left(1-{\frac {2Mr}{\Sigma }}\right)dt^{2}-{\frac {4aMr\sin ^{2}\theta }{\Sigma }}dtd\phi +{\frac {\Sigma }{\Delta }}dr^{2}} {\displaystyle +\Sigma d\theta ^{2}+\left(r^{2}+a^{2}+{\frac {2a^{2}Mr\sin ^{2}\theta }{\Sigma }}\right)\sin ^{2}\theta d\phi ^{2}}
on
- {\displaystyle \Sigma =r^{2}+a^{2}\cos ^{2}\theta },
- {\displaystyle \Delta =r^{2}-2Mr+a^{2}},
- M és la massa del cos en rotació,
- a descriu la rotació del cos, que es relaciona amb el moment angular J per a = J/M. En el cas en què a = 0 el cos no està en rotació i s'obté com a solució la mètrica de Schwarzschild

En aquesta mètrica cal destacar, en primer lloc, que la coordenada r de l'horitzó d'esdeveniments varia en funció del valor a. Nogensmenys, cal tenir en compte que en les coordenades de Boyer-Lindquist la r no es pot interpretar directament com una coordenada radial. La posició de l'horitzó d'esdeveniments es determina trobant la superfície on Δ = 0, és a dir, el lloc geomètric on el coeficient del diferencial dr² divergeix.
També és important el fet que apareix un factor dt·dφ, que implica que el temps i la velocitat angular de rotació es troben íntimament relacionats. Una conseqüència d'això és l'anomenat «arrossegament del sistema de referència», en què l'espaitemps al voltant del cos és «arrossegat» per la seva rotació. Aquesta regió d'arrossegament és l'anomenada ergosfera i la seva posició és donada per la superfície on 1 – 2Mr/Σ = 0, és a dir, el lloc geomètric on el coeficient del diferencial dt² es fa zero. En general, l'ergosfera és una estructura de forma el·lipsoidal, coincidint el seu semieix menor amb l'eix de rotació de l'ergosfera. L'ergosfera s'aplana, per tant, en la direcció de l'eix de gir de manera similar a com ho fa la Terra per efecte de la seva rotació.